# Avoirdupois

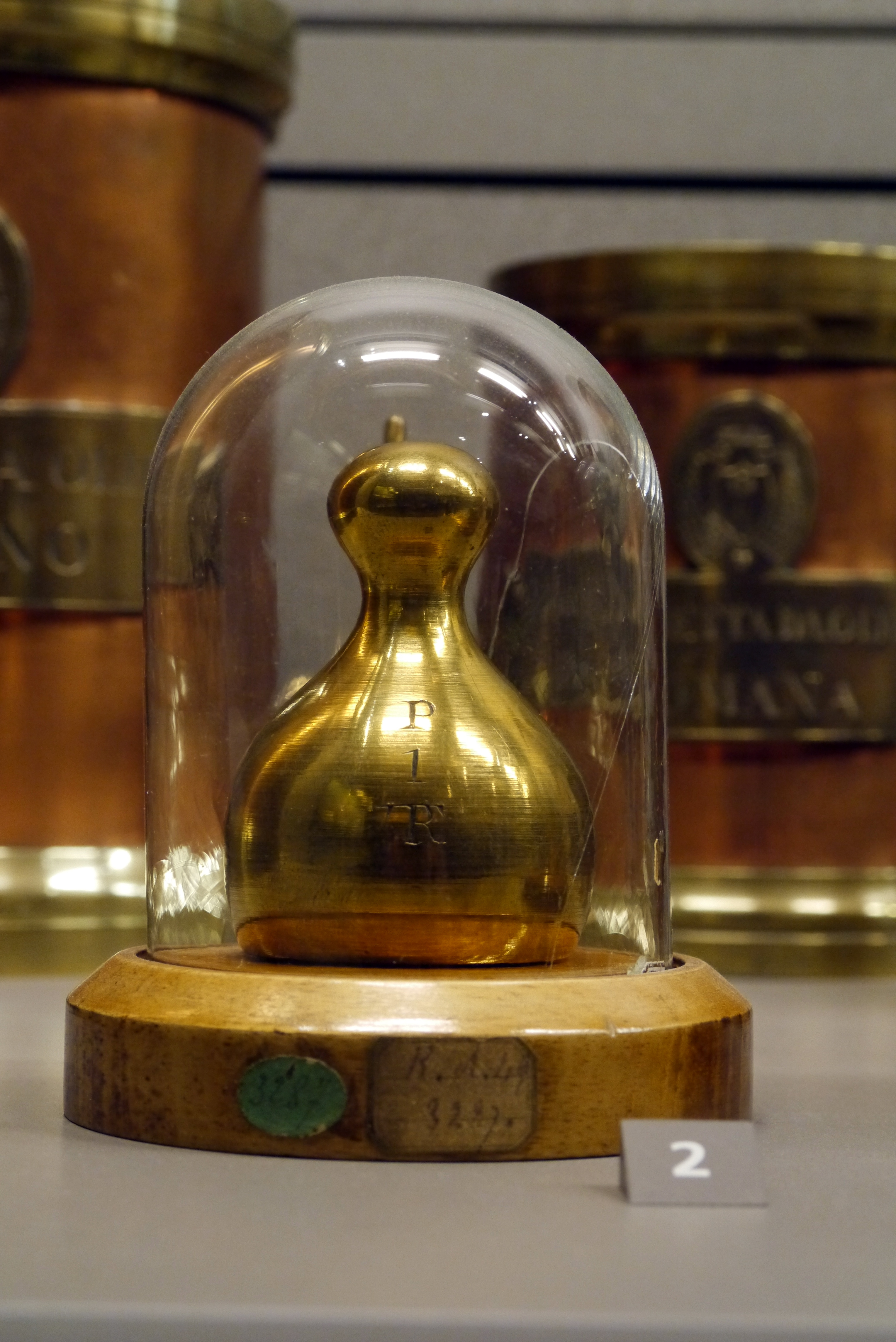
Pesa de una libra.

El sistema de pesos avoirdupois (pronunciación inglesa: /ˌævərdəpɔɪz/, pronunciación francesa: [avwaʁdypwɑ]) es un sistema de pesos (o, más propiamente, de masas) establecido con base en la libra de 16 onzas. Es el sistema de pesos usado habitualmente en los Estados Unidos y sigue siendo ampliamente utilizado en diversos grados por muchas personas en Canadá, el Reino Unido, y algunas otras antiguas colonias británicas, a pesar de la adopción oficial del Sistema métrico. Un sistema alternativo de masas se utiliza generalmente para materiales preciosos en joyería y orfebrería, el peso troy.

## Historia del término

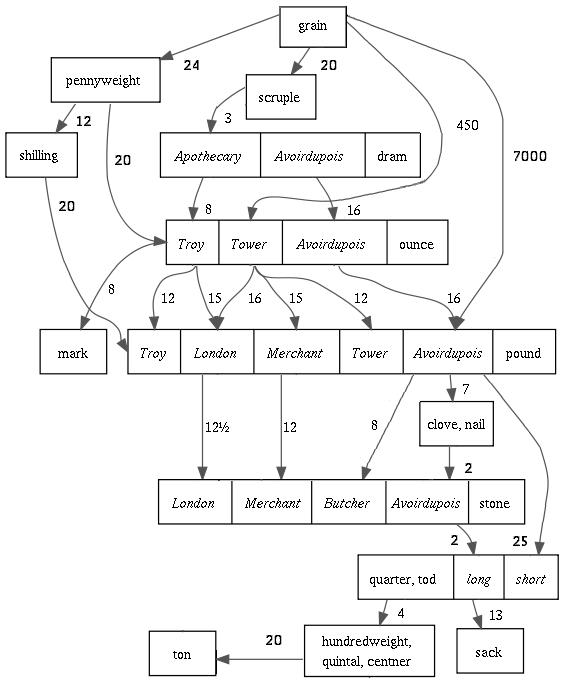
Mapa que muestra las relaciones entre las medidas de peso del sistema anglosajón.

La palabra avoirdupois procede del francés antiguo aveir de peis (más tarde avoir du poids), literalmente "tener peso" (en francés antiguo, aveir, "propiedades, mercancías", al igual que "haber", viene del latín habere, "tener, agarrar, poseer propiedades"; de = "de", cf. Latín; peis = "peso", del Latín pensum). Este término se refería originalmente a una clase de mercancía: aveir de peis, "las mercancías de peso", las cosas que se vendían a granel y eran pesadas en grandes romanas o balanzas. Solo más tarde el término avoirdupois llegó a ser identificado con un sistema particular de unidades utilizadas para pesar tales mercancías. La ortografía actual corresponde al francés moderno, pero el paso de la expresión a través de una serie de lenguas (latín, anglonormando e inglés) han dejado muchas variantes de la palabra, como haberty-poie y haber de peyse. (El peis normando se convirtió en el pois parisino. En el siglo XVII de fue sustituido por du).

## Formas originales
Estas son las unidades en el idioma francés original:
| Unidad (original) | Unidad (en español)                   | Valor en libras | Notas       |
| ----------------- | ------------------------------------- | --------------- | ----------- |
| dram o drachm     | dracma avoirdupois o dracma medicinal | 1⁄256           | 1⁄16 onza   |
| once              | onza                                  | 1⁄16            |             |
| livre             | libra avoirdupois                     | 1               |             |
| quintal           | hundredweight o centum weight (cwt)   | 100             |             |
| tonne             | tonelada larga                        | 2.000           | 20 quintaux |

Nota: El plural de quintal es quintaux.

## Adaptación británica
Cuando la gente del Reino Unido comenzó a utilizar este sistema incluyeron la stone, que se definió como 14 libras avoirdupois. El quarter, el hundredweight y la tonelada fueron alterados, respectivamente, hasta valer 28 lb, 112 lb y 2240 libras para que las masas fuesen fácilmente convertidas entre ellas y las stones. Las siguientes son las unidades de la adaptación británica o imperial del sistema de sistema de pesos avoirdupois:
| Unidad (original)           | Unidad (en español)                    | Valor en libras | Equivalencia simétrico | Notas   |
| --------------------------- | -------------------------------------- | --------------- | ---------------------- | ------- |
| dram o drachm               | dracma avoirdupois o dracma medicinal  | 1⁄256           | ≈ 1/256 lb (1,77 g)    | 1⁄16 oz |
| ounce (oz)                  | onza (oz)                              | 1⁄16            | ≈ 1/16 lb (28,35 g)    | 16 dr   |
| pound (lb)                  | libra (lb)                             | 1               | ≈ 1 lb (453,59 g)      | 16 oz   |
| stone (st)                  | stone (st)                             | 14              | ≈ 14 lb (6,35 kg)      | 1⁄2 qtr |
| quarter (qtr)               | quarter (qtr)                          | 28              | ≈ 28 lb (12,7 kg)      | 2 st    |
| hundredweight (cwt)         | hundredweight (cwt)                    | 112             | ≈ 112 lb (50,8 kg)     | 4 qtr   |
| ton (t) o long ton (l. tn.) | tonelada larga (t) o long ton (l. tn.) | 2240            | ≈ 2240 lb (1016,05 kg) | 20 cwt  |

Nota: El plural de la unidad stone puede ser stone o stones, pero stone es la forma más usada.

## Sistema tradicional de Estados Unidos
Las 13 colonias británicas de América del Norte utilizaron el sistema de pesos americano. Pero ellos continuaron usando el sistema británico tal como era, sin la evolución que se estaba produciendo en el Reino Unido en el uso de la unidad stone. En 1824 se dictaron medidas legislativas para establecer los nuevos pesos en el Reino Unido, pero Estados Unidos no las adoptó.
En los Estados Unidos, los cuartos (quarter), quintales (hundredweight) y toneladas (ton) siguieron teniendo 25, 100 y 2000 libras, respectivamente, en lugar de 28, 112 y 2240 libras de la adaptación británica. El quarter ahora casi no se utiliza, al igual que ocurre con el quintal (hundredweight) fuera de la agricultura y los productos básicos. Si es necesario distinguirlas, entonces se les llama "cortas" a las unidades algo más pequeñas de los Estados Unidos, a diferencia de la denominación "largas" que se aplica a las unidades británicas que son algo mayores. Los granos se utilizan en todo el mundo para medir la pólvora, y los productos que se transportan en polvo sin humo. Históricamente, la dracma también se utilizó en todo el mundo para la medida de cargas de pólvora y cargas de pólvora negra para escopetas y rifles antiguos.
| Unidad (original)             | Unidad (en español) | Valor en libras | Equivalencia sistema métrico | Notas     |
| ----------------------------- | ------------------- | --------------- | ---------------------------- | --------- |
| grain (gr)                    | grano (gr)          | 1⁄7000          | ≈ 1/7000 lb (0,06 g)         | 1⁄7000 lb |
| dram (dr)                     | dracma (dr)         | 1⁄256           | ≈ 1/256 lb (1,77 g)          | 1⁄16 oz   |
| ounce (oz)                    | onza (oz)           | 1⁄16            | ≈ 1/16 lb (28,35 g)          | 16 dr     |
| pound (lb)                    | libra (lb)          | 1               | ≈ 1 lb (453,59 g)            | 16 oz     |
| quarter (qtr)                 | quarter (qtr)       | 25              | ≈ 25 lb (11,34 kg)           | 25 lb     |
| hundredweight (cwt)           | hundredweight (cwt) | 100             | ≈ 100 lb (45,36 kg)          | 4 qtr     |
| ton (t) o short ton (sh. tn.) | tonelada corta (t)  | 2000            | ≈ 2000 lb (907,18 kg)        | 20 cwt    |

## Internacionalización
En el sistema de pesos americano (avoirdupois), todas las unidades son múltiplos o fracciones de la libra, que ahora se define como 0,45359237 kg en la mayoría del mundo de habla inglesa desde 1959. (Véase la Orden Mendenhall para referencias.)
Debido a los significados ambiguos de la palabra "peso" que se puede referir tanto a la masa como a la fuerza,a veces se afirma erróneamente que la libra es solo una unidad de fuerza. Sin embargo, tal como se ha definido antes, la libra es una unidad de masa, lo que concuerda con el uso común. (Véanse las diferencias entre la libra-fuerza y la libra-masa).